# Blang Geudong
Blang Geudong is een bestuurslaag in het regentschap Nagan Raya van de provincie Atjeh, Indonesië. Blang Geudong telt 336 inwoners (volkstelling 2010).